# 옥천도서관
옥천도서관(沃川圖書館)은 대한민국 충청북도 옥천군 소재의 도서관이다.

## 연혁
- 1987. 12. 08. 옥천군도서관 개관
- 1991. 03. 26. 옥천도서관으로 명칭 변경
- 1995. 11. 14. 옥천도서관 신축 개관
- 2001. 11. 29. 전국문화시설기반시설평가 문화관광부장관상 수상
- 2002. 12. 26. 충청북도 옥천평생학습관 지정(2002년~2013년)
- 2003. 11. 01. 디지털자료실 및 어린이열람실 설치
- 2010. 09. 27. 전시실 리모델링 공사
- 2012. 08. 22. 표준자료관리시스템(KOLASⅢ) 설치